# Beyond a Reasonable Doubt (1956)
Beyond a Reasonable Doubt is een Amerikaanse misdaadfilm uit 1956 onder regie van Fritz Lang. De film kwam met leeftijdskeuring 18 jaar in Nederland uit onder de titel "Verdwenen alibi". In 2009 verscheen een remake met onder meer Michael Douglas, Amber Tamblyn en Jesse Metcalfe. Het was de laatste film die Fritz Lang maakte voordat hij terugkeerde naar Duitsland.

## Verhaal
Krantenuitgever Austin Spencer wil het justitiële systeem ter discussie stellen. Samen met verslaggever Tom Garrett smeedt hij een plan. Tom neemt de schuld voor een moord op zich. Austin houdt het alibi van Tom achter, zodat hij uiteindelijk diens onschuld kan staven. Tijdens de rechtszaak komt Austin echter om het leven bij een auto-ongeluk.

## Rolverdeling
| Acteur             | Personage      |
| ------------------ | -------------- |
| Dana Andrews       | Tom Garrett    |
| Joan Fontaine      | Susan Spencer  |
| Sidney Blackmer    | Austin Spencer |
| Arthur Franz       | Bob Hale       |
| Philip Bourneuf    | Roy Thompson   |
| Edward Binns       | Lt. Kennedy    |
| Shepperd Strudwick | Wilson         |
| Robin Raymond      | Terry Larue    |
| Barbara Nichols    | Dolly Moore    |
| William Leicester  | Charlie Miller |